# اچ‌ام‌اس اینترنشنال (اچ۱۹)
اچ‌ام‌اس اینترنشنال (اچ۱۹) (به انگلیسی: HMS Harvester (H19)) یک زیردریایی بود که طول آن ۳۲۳ فوت (۹۸٫۵ متر) بود. این زیردریایی در سال ۱۹۳۹ ساخته شد.